# 11457 Hitomikobayashi
A 11457 Hitomikobayashi (ideiglenes jelöléssel (11457) 1981 EF12) a Naprendszer kisbolygóövében található aszteroida. Schelte J. Bus fedezte fel 1981. március 1-jén.

## Kapcsolódó szócikk
- Kisbolygók listája (11001–11500)